# Второй римско-карфагенский договор
Второй римско-карфагенский договор — заключённый в 348 или 344 году до н. э. договор между Римом и Карфагеном и их союзниками.
В отличие от первого договора, о втором повествуют уже несколько древних авторов. Однако Диодор Сицилийский при этом прямо указывал, что такой договор был заключён между римлянами и карфагенянами впервые. У Тита Ливия это также первое упоминание о соглашении двух народов.
На этот раз Полибий не приводит указания на время подписания договора. По сведениям же Диодора Сицилийского, в тот год архонтом в Афинах был Ликиск, римскими консулами — Марк Валерий и Марк Публий, а в Элладе проводилась сто девятая Олимпиада. Таким образом, речь идёт либо о 348 годе до н. э., либо о 344 годе до н. э. Исходя из сведений же Ливия, это 348 год до н. э.
Теперь римская торговля в Ливии и на Сардинии воспрещалась полностью. По всей видимости, это связано с укреплением власти карфагенян над местными племенами. Также было дополнительно оговорено, что не допускается проникновение римлян на расположенные на юге и юго-востоке Иберии земли Тартесса и Мастии. Условия для деятельности латинских купцов в подвластной пунийцам части Сицилии, как и самом Карфагене, оставались прежними, то есть на равных с карфагенянами началах.
Было постановлено, что в случае овладения карфагенянами каким-либо независимым от Рима городом в Лациуме, они могут свободно распоряжаться военной добычей, но сам город обязаны возвратить. При этом карфагенянам возбранялось привозить пленных из таких городов в римские гавани.